# クラウディオ・ウサイン
クラウディオ・ダニエル・ウサイン（Claudio Daniel Husaín, 1974年11月20日 - ）は、アルゼンチン・ブエノスアイレス州出身の元プロサッカー選手。ポジションはミッドフィールダー。
弟のダリオ・ウサインもサッカー選手である。

## 経歴
CAベレス・サルスフィエルドの黄金期を支えた一人で、コパ・リベルタドーレス、インターコンチネンタルカップの優勝に貢献、2シーズンはイタリアセリエAのSSCナポリでもプレーした。アラブ系だが、アルゼンチン代表に選出され2002 FIFAワールドカップに出場。

## 代表歴

### 出場大会
- アルゼンチン代表
  - 2002 FIFAワールドカップ (グループリーグ敗退)

### 試合数
- 国際Aマッチ 14試合 1得点（1997年-2002年）[1]

| アルゼンチン代表 | 国際Aマッチ | 国際Aマッチ |
| 年               | 出場        | 得点        |
| ---------------- | ----------- | ----------- |
| 1997             | 2           | 0           |
| 1998             | 0           | 0           |
| 1999             | 7           | 0           |
| 2000             | 3           | 1           |
| 2001             | 1           | 0           |
| 2002             | 1           | 0           |
| 通算             | 14          | 1           |

## タイトル
CAベレス・サルスフィエルド
- プリメーラ・ディビシオン : 1995-96A, 1995-96C, 1997-98C
- コパ・リベルタドーレス : 1994
- インターコンチネンタルカップ : 1994
- スーペルコパ・スダメリカーナ : 1996
- レコパ・スダメリカーナ : 1997

CAリーベル・プレート
- プリメーラ・ディビシオン : 2001-02C, 2002-03C, 2003-04C